# Knut Wasastjerna
Knut Edgar Wasastjerna, född 6 oktober 1867 i Helsingfors, död där 12 april 1935, var en finländsk arkitekt. 

## Biografi
Knut Wasastjerna var son till överingenjören och senatorn Alfred Edgar Wasastjerna (1821–1906) av finska adelsätten Wasastjerna och Maria Adelaide Boÿ (1831–1908). Han var bror till Sigrid Wasastjerna.
Wasastjerna var från 1892 delägare i arkitektbyrån Grahn, Hedman & Wasastjerna, som under en tid var Finlands största och bedrev verksamhet i hela landet. Han skötte en stor del av byråns projekt tills den upphörde 1905. Han fortsatte därefter arkitektverksamheten, men efter stora ekonomiska motgångar lämnade han denna och blev 1917 bostadsinspektör i Helsingfors.